# Anzelmo Katić
Anzelmo Nikola Katić O.F.M. (tal. Anselmo Nicolò Cattich; Jasenice, 23. rujna 1715. – Čepikuće, 24. siječnja 1792.) bio je prelat Katoličke Crkve koji je služio kao biskup trebinjsko-mrkanski od 1760. do 1792.

## Životopis
Katić je rođen u Jasenicama, u župi Stračva, od oca Mihe i majke Stane rođene Pavić-Kolić (Pavlikoli). Kršten je imenom Nikola 28. rujna 1715. godine. Kao dječak je studirao na isusovačkom kolegiju u Dubrovniku, a kasnije je stupio u franjevački red. Zatim odlazi na studij filozofije i teologije u Melfi u današnjoj Italiji, gdje ga je 7. veljače 1740. za svećenika zaredio nazaretski nadbiskup Nicola Iorio, koji je tada stolovao u Barletti. Nakon završetka studija Katić se vraća u Dubrovnik gdje predaje filozofiju i teologiju. Bio je i odgojitelj franjevačke mladeži i propovjednik te je pisao pjesme na latinskom i hrvatskom jeziku.
Dana 15. lipnja 1760. u Dubrovniku je umro trebinjsko-mrkanski biskup Šiško Tudišić. Dubrovački senat predložio je Katića za Tudišićeva nasljednika. Nakon odluke Senata, Katić odlazi u Rim po papino odobrenje. Papa Klement XIII. ga je, nakon redovitog ispitivanja, 15. prosinca 1760., imenovao Katića novim trebinjsko-mrkanskim biskupom. Katić je ostao u Rimu radi posvećenja za biskupa, gdje je proveo ukupno osam mjeseci. Za biskupa ga je posvetio, u bazilici sv. Marije od nebeskog oltara, 28. prosinca 1760., kardinal Henrik Benedikt Stuart.
U Dubrovnik se vratio 7. ožujka 1761. godine. Bivši generalni vikar trebinjsko-mrkanski Andrija Lazarević stigao je u Dubrovnik 19. ožujka 1761. kako bi upoznao novog biskupa sa stanjem u biskupiji i da mu preda upravu nad biskupijom. Tada mu je Katić produljio mandat na istu službu.
U to vrijeme velika većina Trebinjsko-mrkanske biskupije bila je u sastavu Osmanskog Carstva, dok je manji dio bio u sastavu Mletačke Republike. Službeno sjedište biskupije, nenaseljeni otočić Mrkan pripadao je Dubrovačkoj Republici, dok su biskupi živjeli u samom Dubrovniku. Katić je prvi put posjetio biskupiju u svibnju 1761. i službeno izvješće poslao Propagandi u Rim. Katić je pokušao riješiti pitanje svog biskupskog sjedišta kako bi mogao živjeti na području svoje biskupije, a prilikom druge vizitacije 1762. godine dogovorio je sa župnikom Matom Ančićem sa Trebinje u Osmanskom Carstvu da živi u njegovoj župnoj kući. Od župe Dubrave, koja je bila prevelika, odcijepio je 1761. godine župu Hrasno.
No, lokalnom osmanskom upravitelju iz Stoca bilo je sumnjivo da biskup tako dugo živi na njegovom području, u vremenu od godinu i sedam mjeseci te ga je pozvao na razgovor u Hutovo. Tu su se Katić i osmanski upravitelj sastali 18. prosinca 1763. godine. Upravitelj je bio bijesan i nije dopustio Katiću da objasni svoj boravak, prijetio mu je da če mu odrezati jezik te ga je zatvorio do ponoći i kaznio ga s 40 cekina. Nakon izlaska iz zatvora, Katić se 23. prosinca 1763. pješice vratio u Dubrovačku Republiku i pokušao pridobiti dubrovačku diplomaciju da mu pomogne kod osmanske vlade lobirati za slobodan ostanak u biskupiji. Nadalje ih je zamolio da pomognu tamošnjim katolicima da dobiju slobodu vjerospovijesti. Međutim, dubrovačka vlada nije bila zainteresirana za takav posao i tek je 1777. godine dobila ferman koji je biskupu dopuštao slobodno djelovanje na području biskupije.
Svjestan nezainteresiranosti dubrovačke vlade, Katić je pokušao sam riješiti problem. Unajmio je kuću na granici Dubrovačke Republike i Osmanskog Carstva u Čepikućama od nekoga Ivelje Ohmučevića iz Stona. Ohmučević je povremeno stanovao u toj kući. U blizini je bila još jedna, manja kuća, u vlasništvu seljaka Đure Lalića koja je imala samo jednu sobu. Vidjevši u tome rješenje za svoj boravak, Katić je kuću unajmio i u njoj živio do svoje smrti, 24. siječnja 1792. godine. Tijelo mu je preneseno sutradan u franjevačku crkvu u Slanom i u njoj pokopano.

## Počasti
- Spomen-ploča u župnoj crkvi sv. Đurđa u Stravči.

### Knjige
- Perić, Ratko. 2000. Da im spomen očuvamo. Biskupski ordinarijat Mostar. Mostar.

### Članci
- Pandžić, Bazilije. 2013. Anzelmo Katić, trebinjsko-mrkanski biskup (1760.-1792.) (PDF). Susreti. Matica hrvatska. Grude.  (7): 11–34

### Mrežna sjedišta
- Bishop Anzelmo (Nicolò) Katić (Cattich), O.F.M. Obs. †. catholic-hierarchy.org (engleski). Pristupljeno 6. travnja 2023.

| Titule u Katoličkoj Crkvi | Titule u Katoličkoj Crkvi              | Titule u Katoličkoj Crkvi |
| ------------------------- | -------------------------------------- | ------------------------- |
| prethodnik Šiško Tudišić  | Biskup trebinjsko-mrkanski 1760.–1792. | nasljednik Nikola Ferić   |